# متين صالح
متين ديار صالح هو لاعب كرة قدم من أصل عراقي يحمل الجنسية الدنماركية، يلعب لصالح نادي بروندبي الدنماركي.
وهو يلعب بمركز ظهير أيمن.